# Екибјен
Екибјен (фр. Esquibien) је насељено место у Француској у региону Бретања, у департману Финистер.
По подацима из 2011. године у општини је живело 1598 становника, а густина насељености је износила 103,63 становника/km².

## Демографија
| 1962. | 1968. | 1975. | 1982. | 1990. | 2011. |
| ----- | ----- | ----- | ----- | ----- | ----- |
| 2.011 | 1.955 | 1.957 | 1.970 | 1.911 | 1.598 |